# Grand prieuré de France
Le grand prieuré de France était un prieuré de l'ordre de Saint-Jean de Jérusalem. Il s'agissait du seul prieuré de  la Langue de France avant la dévolution des biens de l'ordre du Temple. À la suite de la dévolution, la langue de France est alors scindée entre le grand prieuré de France, avec le siège du prieuré transporté du prieuré hospitalier de Saint-Jean en l'Île-lez-Corbeil à Paris au prieuré hospitalier du Temple, le grand prieuré de Champagne et celui d'Auvergne.

## Historique
Le grand prieuré de France fait partie avec le grand prieuré d'Aquitaine et le grand prieuré de Champagne de la langue de France au moins après la dévolution des biens de l'ordre du Temple en 1315.
Le grand prieuré de France comprend les diocèses de Paris, Chartres, Orléans, Meaux, Reims, Troyes, Sens, Auxerre, Nevers, Évreux, Lisieux, Rouen, Sées, Bayeux, Coutances, Laon, Soissons, Noyons, Senlis, Beauvais, Amiens, Cambrai, Arras, Térouane, Tournais et Liège.
Au XIIe siècle, le grand maître de L'Hospital disposait d'un grand précepteur de l'Hospital qui avait la responsabilité des grands commandeurs de l'Hospital qui avaient, dans la seconde moitié du XIIe siècle, la charge de recevoir les dons et les aumônes en Champagne, en Normandie, en Artois, en Flandre, dans le Cambrésis dans le Pontieux et d'autres régions encore. Lorsque les dons se trouvaient réunis dans une même région, les Hospitaliers prirent l'habitude de créer un établissement, une praeceptoria ou commanderie, et ils y jouissaient, par privilège royal, de la haute, moyenne et basse justice.
Le siège du grand prieuré de France se trouvait à Corbeil au prieuré de Saint-Jean-en-l'Île au XIIe siècle avant d'être transféré à Paris dans le prieuré hospitalier de Saint-Jean de Latran et, lors de la dévolution des biens de l'ordre du Temple en 1314, au prieuré du Temple ex-maison du Temple.
Il y avait dans chaque prieuré une commanderie réservée au grand maître qui portait le nom de « chambre magistrale » c'était la commanderie de Piéton mais aussi une commanderie réservée au prieur la « chambre prieurale » qui a d’abord été à la commanderie dite prieuré de Saint-Jean-de-Latran puis celui de Saint-Jean-en-l'Île-lez-Corbeil et avec la dévolution des biens de l'ordre du Temple au Temple à Paris.

## Liste des prieurs
D'après la liste établie par Eugène Mannier, les prieurs et grands prieurs de France sont :

### Prieuré hospitalier de Saint-Jean-en-l'Île-lez-Corbeil
| Prieur               | Nomination | Départ |
| -------------------- | ---------- | ------ |
| Jean le Turc         | 1130       |        |
| Geoffroy Breton      | 1173       |        |
| Garnier de Naples    | 1189       |        |
| Ansel                | 1191       |        |
| Pierre Pillot        | 1198       |        |
| Simon I              | 1199       |        |
| Isambart             | 1203       |        |
| Oger                 | 1204       |        |
| Guillaume de Villers | 1209       |        |

### Prieuré hospitalier de Saint-Jean de Latran
| Prieur             | Nomination   | Départ       |
| ------------------ | ------------ | ------------ |
| Rigault            | 1224         |              |
| Guérin             |              | 1227 ou 1228 |
| Jean Montgrossin   | 1235         |              |
| André Pollein      | 1241         |              |
| Simon II           | 1249         |              |
| Guillaume Pyons    | 1253         |              |
| Philippe de Eglis  | 1261         |              |
| Jean de Chevry     | 1269         |              |
| Raoul de Paris     | 1271         |              |
| Jean de Villiers   | 1282 ou 1283 | 1285         |
| Ithier de Nanteuil | 1285         |              |
| Raoul d'Orléans    | 1287         |              |
| Simon Lerat        | 1313         | 1314         |

### Prieuré hospitalier du Temple à Paris
| Prieur                              | Nomination      | Départ           |
| ----------------------------------- | --------------- | ---------------- |
| Simon Lerat                         | 1314            | 1315             |
| Pierre Simon Le Roy                 | 1315            |                  |
| Guillaume de Citry                  | 1331            |                  |
| Florus de Fougerolles               | 1337            |                  |
| Guillaume de Mailg                  | 1339            |                  |
| Jean de Nanteuil                    | 1345            |                  |
| Nicole Suinet                       | 1352            |                  |
| Jean de Duison                      | 1359            |                  |
| Robert de Juilly                    | 1363            | 1374             |
| Nicolas de Thionville               | 1373            |                  |
| Gérard de Vienne                    | 1378            |                  |
| Adam Boulard                        | 1387            |                  |
| Renaut de Giresme                   | 1393            |                  |
| Robert Aube                         | 1403            |                  |
| Richard Tricot                      | 1410            |                  |
| Pierre de Beaufremont               | 1419            |                  |
| Hue de Sarcus                       | 1431            |                  |
| Nicole de Giresmes                  | 1435            |                  |
| Foucaut de Rochechouart             | 1446            |                  |
| Renaut Gorre                        | 1464            |                  |
| Bertrand de Cluys                   | 1469            |                  |
| Emery d'Amboise                     | 1483            | 1503             |
| Jacques de Château-Châlons          | 1504            |                  |
| Antoine Chabot                      | 1506            |                  |
| Pierre de Pons                      | 1510            |                  |
| Charles de Brumières                | 1514            |                  |
| Nicolas d'Aubusson                  | 1518            |                  |
| Philippe de Villiers de L'Isle-Adam | 1519            | 1521             |
| Pierre de Cluys                     | 1523            |                  |
| Jacques de Bourbon                  |                 | 1537             |
| Philibert Bertaut                   | 1539            |                  |
| Philippe Carleau                    | 1542            |                  |
| Claude d'Ancienville                | 1547            |                  |
| François de Lorraine-Guise          | 1549            |                  |
| (François Piedefer ?)               | 1563            |                  |
| Pierre de La Fontaine               | 1563            |                  |
| Henri d'Angoulême                   | 1573            | 1586             |
| Charles de Valois                   | 1589            | 1591             |
| Bernard Pelloquin                   | 1593            |                  |
| George Régnier de Guerchy           | 1600            | 25 novembre 1618 |
| Alexandre de Vendôme                | 2 décembre 1618 | 8 février 1629   |
| Guillaume de Meaux de Boisbourdan   | 1631            |                  |
| Amador de La Porte                  | 1639            |                  |
| Hugues de Bussy-Rabutin             | 1653            |                  |
| Nicolas Paris de Boissy             | 1657            |                  |
| Jacques de Souvré                   | 1667            | 1670             |
| Henri d’Estampes de Valençay        | 1675            |                  |
| Philippe de Vendôme                 | 1678            | 1719             |
| Jean Philippe d'Orléans             | 1719            | 1748             |
| Louis-François de Bourbon-Conti     | 1749            | 1776             |
| Louis-Antoine d’Artois              | 1777            |                  |
| Charles-Ferdinand d'Artois          | 1789            |                  |

## Commanderies
Liste des commanderies indiquées dans le « livre vert » rédigé à la demande de Grégoire XI.
| Commanderie                    | Fondation    | Diocèse    |
| ------------------------------ | ------------ | ---------- |
| Fieffes                        | Hospitaliers | Amiens     |
| Saint-Mauvis                   | Hospitaliers | Amiens     |
| Beauvoir-en-Ponthieu           | Templiers    | Amiens     |
| La Druelle                     | Templiers    | Amiens     |
| Fontaine-sous-Montdidier       | Templiers    | Amiens     |
| Grandselve                     | Templiers    | Amiens     |
| Moufflières                    | Templiers    | Amiens     |
| Montdidier                     | Templiers    | Amiens     |
| Oisemont                       | Templiers    | Amiens     |
| Sommereux                      | Templiers    | Amiens     |
| Hautavesnes                    | Hospitaliers | Arras      |
| Saint-Sanson de Douai          | Hospitaliers | Arras      |
| Champs                         | Hospitaliers | Auxerre    |
| Le Plessis d'Arbouse           | Hospitaliers | Auxerre    |
| Sacy                           | Hospitaliers | Auxerre    |
| Moneteau                       | Templiers    | Auxerre    |
| Le Sauce-sur-Yonne             | Templiers    | Auxerre    |
| Villemoison                    | Templiers    | Auxerre    |
| Baugy                          | Templiers    | Bayeux     |
| Bretteville le Rabet           | Templiers    | Bayeux     |
| Corval                         | Templiers    | Bayeux     |
| La Landelle                    | Hospitaliers | Beauvais   |
| Bois d’Écu                     | Templiers    | Beauvais   |
| Laigneville                    | Templiers    | Beauvais   |
| Esquenoy                       | Templiers    | Beauvais   |
| Messelan                       | Templiers    | Beauvais   |
| Hainaut                        | Hospitaliers | Cambrai    |
| Cambresis                      | Templiers    | Cambrai    |
| Champagne                      | Hospitaliers | Chartres   |
| Saint-Victor-au-Perche         | Hospitaliers | Chartres   |
| Pays chartrain (Sours)         | Templiers    | Chartres   |
| Launay au Perche               | Templiers    | Chartres   |
| La Villedieu en Dreugusi,      | Templiers    | Chartres   |
| La Villedieu-les-Maurepas      | Templiers    | Chartres   |
| La Renardière                  | Templiers    | Chartres   |
| Villedieu-de-Sauchevreuil      | Hospitaliers | Coutances  |
| Valcanville                    | Templiers    | Coutances  |
| Chanu                          | Templiers    | Évreux     |
| Fontaine le Cado               | Templiers    | Évreux     |
| La Haye-du-Val-Saint-Denis     | Templiers    | Évreux     |
| Saint-Étienne de Rennevilliers | Templiers    | Évreux     |
| Villedieu de Grandvilliers     | Templiers    | Évreux     |
| Boncourt                       | Hospitaliers | Laon       |
| Bertaignemont                  | Templiers    | Laon       |
| Puisieux-sous-Laon             | Templiers    | Laon       |
| Thony                          | Templiers    | Laon       |
| Avaltere                       | Hospitaliers | Liège      |
| Avaltere                       | Templiers    | Liège      |
| Campigny                       | Hospitaliers | Lisieux    |
| Monthyon                       | Hospitaliers | Meaux      |
| Rigny                          | Hospitaliers | Meaux      |
| Bilbartaut                     | Templiers    | Meaux      |
| Chauffour                      | Templiers    | Meaux      |
| Coulommiers                    | Templiers    | Meaux      |
| Lagny-le-Sec                   | Templiers    | Meaux      |
| La Ferté-Gaucher               | Templiers    | Meaux      |
| Moisy                          | Templiers    | Meaux      |
| Choisy                         | Templiers    | Meaux      |
| Biches                         | Templiers    | Nevers     |
| Éterpigny                      | Hospitaliers | Noyon      |
| Éterpigny                      | Templiers    | Noyon      |
| Orléans                        | Hospitaliers | Orléans    |
| Orléans                        | Templiers    | Orléans    |
| Corbeil                        | Hospitaliers | Paris      |
| Paris                          | Hospitaliers | Paris      |
| Paris                          | Templiers    | Paris      |
| Reims                          | Hospitaliers | Reims      |
| Reims                          | Templiers    | Reims      |
| Merlan                         | Templiers    | Reims      |
| Seraincourt                    | Templiers    | Reims      |
| Villedieu-la-Montagne          | Hospitaliers | Rouen      |
| Bourgoult                      | Templiers    | Rouen      |
| Ivry-Le-Temple                 | Templiers    | Rouen      |
| Repentigny                     | Templiers    | Rouen      |
| Sainte-Vaubourg                | Templiers    | Rouen      |
| Cerisiers                      | Hospitaliers | Sens       |
| Launay                         | Hospitaliers | Sens       |
| Melun                          | Hospitaliers | Sens       |
| Le Plessis-aux-Éventés         | Hospitaliers | Sens       |
| Pilvarnier                     | Hospitaliers | Sens       |
| Rampillon                      | Hospitaliers | Sens       |
| Roussemeau                     | Hospitaliers | Sens       |
| Beauvais-en-Gâtinais           | Templiers    | Sens       |
| Chambeugle                     | Templiers    | Sens       |
| Coulours                       | Templiers    | Sens       |
| Chalou-Moulineux               | Templiers    | Sens       |
| Provins                        | Templiers    | Sens       |
| Le Saussay                     | Templiers    | Sens       |
| Senlis                         | Hospitaliers | Senlis     |
| Villedieu-les-Bailleul         | Hospitaliers | Sées       |
| Villedieu-de-Montchevreuil     | Hospitaliers | Sées       |
| Fresneaux                      | Templiers    | Sées       |
| Maupas                         | Hospitaliers | Soissons   |
| Compiègne                      | Templiers    | Soissons   |
| Le Mont-de-Soissons            | Templiers    | Soissons   |
| Passy-sous-Saint-Gemme         | Templiers    | Soissons   |
| La Sablonnière                 | Templiers    | Soissons   |
| Loisons                        | Templiers    | Thérouanne |
| Gombermont                     | Templiers    | Thérouanne |
| Slype                          | Templiers    | Tournai    |
| La Chapelle-Lasson             | Hospitaliers | Troyes     |
| Orient                         | Hospitaliers | Troyes     |
| Rosnay                         | Hospitaliers | Troyes     |
| Bonlieu                        | Templiers    | Troyes     |
| Barbonne                       | Templiers    | Troyes     |
| Fresnoy                        | Templiers    | Troyes     |
| Tréfols                        | Templiers    | Troyes     |
| Troyes                         | Templiers    | Troyes     |
| Soigny                         | Templiers    | Troyes     |
| Les Vallées                    | Templiers    | Troyes     |

Commanderies ajoutées à la liste par Eugène Mannier :
| Commanderie           | Fondation    | Diocèse |
| --------------------- | ------------ | ------- |
| Déluge                |              | Paris   |
| Auvernaux             |              |         |
| Montbouy              |              |         |
| La Croix-en-Brie      | Hospitaliers | Sens    |
| Chevru                | Templiers    | Meaux   |
| Maison-Neuve          |              |         |
| Viffort               |              |         |
| Gaudiempré            |              |         |
| La Braque             |              |         |
| Clichy-en-l'Aulnois   | Templiers    |         |
| Basily                | Templiers    |         |
| Cernay                | Templiers    |         |
| Savigny               | Templiers    | Sens    |
| Baudelu               | Templiers    |         |
| Montézat              | Hospitaliers |         |
| Étampes               | Templiers    |         |
| Arville               | Templiers    |         |
| Prunay                | Templiers    |         |
| Châteaudun            | Hospitaliers |         |
| La Boissière          | Templiers    |         |
| Chartres              | Templiers    |         |
| Villedieu-Feuillet    | Hospitaliers |         |
| Orléans               | Hospitaliers |         |
| Ablainville           | Hospitaliers |         |
| Lagny-sur-Marne       | Templiers    |         |
| Dormelles             | Templiers    |         |
| Dieu-Lamant           | Hospitaliers |         |
| Payns                 | Templiers    | Troyes  |
| Perchoy               | Hospitaliers | Troyes  |
| Crilly                | Hospitaliers | Reims   |
| Saint-Thomas          | Hospitaliers |         |
| La Madeleine          | Templiers    |         |
| Saint-Bris            | Templiers    |         |
| Auxerre               | Templiers    |         |
| Verberie              | Templiers    |         |
| Rouen                 | Templiers    |         |
| Beauvais              | Templiers    |         |
| Cerny                 | Hospitaliers |         |
| Catillon              | Templiers    |         |
| Laon                  | Templiers    |         |
| Sennevières           | Templiers    |         |
| Rocourt               | Templiers    |         |
| Péronne               | Templiers    |         |
| Catelet               | Templiers    |         |
| Bellicourt            | Templiers    |         |
| Neuilly-sous-Clermont | Templiers    |         |
| Montdidier            | Hospitaliers |         |
| Belle-Église          | Templiers    |         |
| Bellinval             | Templiers    |         |
| Aimont                | Templiers    |         |
| Forest-l'Abbaye       | Templiers    |         |
| Bazincamps            | Templiers    |         |
| Abbeville             | Templiers    |         |
| Bois-Saint-Jean       | Hospitaliers |         |
| Arras                 | Templiers    |         |
| Douai                 | Templiers    |         |
| Haye-lez-Lille        | Templiers    |         |
| Cobrieux              | Templiers    |         |
| Ypres                 | Templiers    |         |
| Gand                  | Templiers    |         |
| Fresnoy               | Hospitaliers |         |
| Daint-Aubin           | Templiers    |         |
| Escuelin              | Hospitaliers |         |
| Chiply                | Hospitaliers |         |
| Louvain               | Templiers    |         |